# Moods
Moods è l'ottavo album discografico in studio del cantautore statunitense Neil Diamond, pubblicato nel 1972.

## Tracce
Lato 1
Testi e musiche di Neil Diamond.
1. Song Sung Blue – 3:15
2. Porcupine Pie – 2:04
3. High Rolling Man – 2:35
4. Canta Libre – 4:47
5. Captain Sunshine – 3:25

Lato 2
Testi e musiche di Neil Diamond.
1. Play Me – 3:49
2. Gitchy Goomy – 3:53
3. Walk On Water – 3:04
4. Theme – 1:38
5. Prelude in E Major – 0:38
6. Morningside – 4:24

## Classifiche
- Billboard 200 - #5[1]